# Adoretus malaccanus
Adoretus malaccanus är en skalbaggsart som beskrevs av Ohaus 1932. Adoretus malaccanus ingår i släktet Adoretus och familjen Rutelidae. Inga underarter finns listade i Catalogue of Life.